# ジャルパック
株式会社ジャルパック（JALPAK）は、JALグループの旅行会社の名称、及び同社が実施しているパッケージツアーのブランド名である。

## 概要

### 日本初の海外パックツアー
高度経済成長による外貨獲得高が伸びたため、第二次世界大戦後以降の日本人の海外渡航制限が1964年（昭和39年）に解除されたことを受けて、1965年（昭和40年）1月20日に日本初の海外パッケージツアーブランドである「ジャルパック」第一弾の発売が日本航空によって開始され、全7コースがIATA加盟旅行会社から一斉発売された。
当時はツアー参加者にサービスとしてトラベルバッグを配布しており、そのバッグが海外旅行者の間でステータスとされていた。現在では高級なイメージは払拭され一部の高額パッケージツアーは残しているものの一般的なパッケージツアーとなっている。

### 日本航空から独立
その後「ジャルパック」は、海外パッケージツアーの代名詞となるほどに好調であり、1969年（昭和44年）4月4日に日本航空と主要旅行会社の出資により、「ジャルパック」を企画・運営・管理・販売するホールセラーとして、「旅行開発株式会社」が設立された。1991年（平成3年）には社名を「株式会社ジャルパック」に改名した。

## JALグループ内での再編
2000年（平成12年）から翌年にかけて国内各地の支店業務をJALセールスネットワーク(JSN)へ業務委託した。2002年（平成14年）10月に日本航空と日本エアシステムの経営が統合されたこと（日本航空システム発足）に伴い、JALセールスネットワークはJALセールス(JSA)へと組織変更したが、この時期は日本航空グループが販売体制を模索している時期で、JALセールスはジャルパックだけでなく日本航空本体の契約旅行会社への営業も担当するようになった。しかしこの一元セールス方式は社内からも社外からも不評で、2006年（平成18年）に日本航空グループの販売体制再編に伴い、札幌、東京、名古屋、大阪、福岡地区の支店業務をジャルパックへ戻した。尚、2010年（平成22年）2月以降、再度の販売体制再編に伴い、国内拠点は東京都内の本社のみとなった。
日本航空グループの国内旅行部門『ジャルステージ』『ふらり』『JMBツアー』『JAL旬感倶楽部』を担当する株式会社JALツアーズ（以前の国内旅行開発株式会社→株式会社ジャルストーリーと旧日本エアシステム系のティーディーエー商事株式会社→ジェイエイエス商事株式会社→株式会社ジャスナイスウイングが2003年に合併。存続会社はジャスナイスウイング）は当初より別会社であり、先のJALセールスは日本航空グループの営業担当会社という位置付けから離れ、旧ジャルトラベル（以前のジャパンツアーシステム(JTS)）の流れを汲む日本航空グループの旅行会社として現在に至っている。ジャルパックやJALツアーズ商品を自社で販売または市中の旅行会社へ取次する他、「JAL紀行倶楽部」というブランド名で国内パッケージツアー/フリープランを自社企画し、市中の旅行会社経由で発売している。「JAL紀行倶楽部」はJALツアーズの商品と内容が酷似しているため、混同しないように注意が必要である。

また、日本航空の市内カウンター「JALプラザ」は東京（2024年撤退）・大阪（2010年10月撤退）が「JALナビア」、札幌は「JALセールス北海道」が運営を担っていた。なお、ジャルパックの取り扱いは2022年12月31日をもって終了した。

2011年（平成23年）4月1日をもって株式会社JALツアーズと合併した。存続会社はJALツアーズで、合併時にジャルパックに社名変更する（いわば逆さ合併）。そのため旅行業の登録番号はJALツアーズが持っている第705号となった。

### 専業ホールセラーからの転換
ジャルパックはその成り立ちから自社販売店舗を持たず専ら他旅行会社に販売を委託する、いわゆる専業ホールセラーであったが、近年の顧客のパッケージツアー離れとそれに対応するための旅行会社の顧客の囲い込みや自社商品の直販重視の動きは、ジャルパックに従来のホールセラー専業からの転換を促した。その新しい方向性の一つがツアーオペレーター事業であり、もう一つがインターネットによる直接販売である。

#### ツアーオペレーター事業
日本の旅行会社が海外旅行の手配を行なう場合、直接海外のホテルやバス会社などと連絡しあって手配することはまれで、ツアーオペレーターと呼ばれる海外旅行の手配を専門に行なう会社に手配を委託するのが一般的である。ジャルパックは世界各地にこの手配を行なうための子会社を多数持っているが、このネットワークを利用してジャルパックのパッケージツアーの手配だけではなく、他の旅行会社から委託を受けて他の旅行会社のツアーや個人旅行の手配も行なうようになった。長年のホールセラー事業で手配の実績があるジャルパックに自社の手配を委託する旅行会社は多く、現在ではこのツアーオペレーター事業はホールセラー事業と並んでジャルパックの経営の柱の一つとなっている。

#### インターネット販売
インターネットの発達によるB2Cの流れは、自社販売店舗を持たないジャルパックにもリテーラーに頼らず直接ツアーを顧客に販売する道を開いた。ジャルパックは直販サイト「eトラベル( http://www.etravel.co.jp )」を1999年5月に立ち上げ、自社の海外旅行はもちろんのこと関係会社のアジア旅行開発株式会社の中華民国（同社では「台湾」と表記）旅行やJALツアーズの国内旅行、海外航空券(アクセス国際ネットワークと提携)、他社旅行周辺商品(アップルワールドと提携しての海外ホテル、ワールドブライダルと提携しての海外挙式手配、ジェイアイ保険と提携しての保険商品販売)などの販売を行なっている。2004年頃よりJALツアーズの国内旅行もeトラベルでの取り扱いを開始した。(現在ではアップルワールド及びワールドブライダルとの提携は終了)なお、「eトラベル」は2006年12月に「JAL eトラベルプラザ( http://www.jal.co.jp/intltour/ 旧名称eJMBツアーデスク)」に統合・改称され、2008年9月末より日本航空インターナショナル公式サイト内の「海外ツアー」「国内ツアー」メニューへ内包された。

#### サブスクリプションサービス
ジャルパックは2021年（令和3年）7月27日より、日本航空、長崎県の旅行業者 KabuK Style と共同で、羽田発着のJAL国内便往復と宿泊施設1泊が定額料金で3回まで利用できる「航空サブスクサービス」の実証実験への参加募集を開始した。この実験では、新たな移動需要の創出と、航空サブスクサービスに対するニーズなどを検証、把握するためのデータを収集する。
KabuK Style が提供するサブスクリプション型多拠点宿泊サービス「HafH」（ハフ）の会員が対象で、別途36.000円の支払いでこの実験に参加できる。募集人数は300人、実験期間は同年8月23日（月）から11月23日（火）まで。
。
- テレビ番組
  - 日経スペシャル カンブリア宮殿 旅を手軽に！お得に！ ホテルのサブスク「ハフ」の全貌（2023年4月27日、テレビ東京）- KabuK Style（カブクスタイル） 社長 砂田憲治氏出演[4]。

## 展開ブランド
- JALパック（JALPAK）：2010年1月20日に発表された2010年上期（4月〜）からの新ブランド。これまでのアイルとアヴァを統合し設定され、ブランド名としては19年ぶりに復活した。2022年3月31日帰着分をもって、国内旅行のパッケージツアーは販売終了となった。
- アイル（I'll）：第1ブランド。1991年にJALPAKから改名した。アヴァとの統合のため、2010年3月末出発のツアーをもってその歴史に幕を下ろした。
- アヴァ（AVA）：第2ブランド。由来は「あなたのヴァカンス」から。アイルとの統合のため、2010年3月末出発のツアーをもってその歴史に幕を下ろした。
- びゅうワールド：1993年に東日本旅客鉄道（JR東日本）の海外パッケージツアー企画・実施部門として日本航空との合弁で発足したが、JR東日本の方針転換により2007年4月1日より同部門を譲受し、ジャルパックのブランド・商品群となった（法人としては現在のJR東日本びゅうツーリズム&セールス）。販売はびゅうプラザ・専用の「リン・リン・ダイヤル」・JAL eトラベルプラザ（一部）に限定されている。元々びゅうワールドはジャルパックからユニットを仕入れるなどの関係が有った。
- 海外完全おまかせウエディング:ワタベウエディング、アールイズ・ウエディング、タカミブライダルとタッグを組みハワイとグアムで挙式を行うツアーを2010年度から展開。予約は代理店が行い、国内での事前打ち合わせは各挙式会社と顧客が行うためジャルパックは企画実施元であったがツアーオペレーターにすぎなかった。また、挙式会社との打ち合わせも新婦のドレスの試着のみと簡素化されており、３社ともが結婚の同意を怠り、確認がなされないまま予約を受けつていた。そのため空港に相手が現れない、経営破綻により退職を余儀なくされた社員による嫌がらせの予約といったことがあった。2017年のパンフレット発行を最後に姿を消した。その後はワタベウエディングの海外挙式のツアーオペレーターのみを担うことになった。

## 関連会社

### アジア旅行開発
中華民国向けの海外パッケージツアーは、中華人民共和国の旅行商品を扱うジャルパックではできなかった（中華人民共和国の中国共産党政府からの圧力があるため。そのため他の大手旅行会社も中華民国専門の別会社があった）ことから、JALグループの日本アジア航空の子会社で関連会社となる「アジア旅行開発」（出資比率はJAA70％、ジャルパック30％）が独自に展開していた。しかし2008年（平成20年）4月1日に日本アジア航空が日本航空インターナショナルに合併されたのと同時に中華民国のツアーもジャルパックが催行することになり、アジア旅行開発は事業を停止した。同年4月30日付で解散。同年8月27日付で清算終了し、完全消滅した。
かつての展開ブランド
- センチュリー（Century）：第1ブランド　※後に「アイル（I'll）」に統合
- ビバ（VIVA）：第2ブランド　※後に「アヴァ（AVA）」に統合

### 海外支店
海外支店はそれぞれ現地法人として以下が設置されている。
- Jalpak International(Europe) B.V.

イギリス(ロンドン):http://www.jalpak.co.uk
イタリア(ローマ):http://www.jalpak.it
ドイツ(フランクフルト):http://www.jalpak.de
- Jalpak International(France) S.A.S

フランス(パリ):http://www.jalpak.fr
- Euro-Creative Tours(U.K.) Ltd.

イギリス(ロンドン):http://www.ectuk.com
- Jalpak International Hawaii , Inc.

アメリカ(ホノルル・コナ):https://hawaii.jalpak.net
　  ふら旅:https://hulatabi.com
- PT. Taurina Travel Djaya

インドネシア(ジャカルタ)　https://www.jalan-tour.com/
- JAL Satellite Travel Co.,Ltd.

香港　https://www.jalselect.com.hk/

## 事件・事故
- 1977年9月28日 - ツアー客がダッカ日航機ハイジャック事件に遭遇。
- 1978年9月2日 - カナダ、バンクーバーでツアー客を乗せた双発水上機が遊覧飛行中に海中に墜落。9人が死亡[5]。
- 1992年10月23日 - 格安航空券販売差止等請求事件　運輸大臣の認可運賃を下回る価格で発行された、いわゆる格安航空券が、私法上は有効であることを理由に、同航空券が無効であることを前提とした不正競争防止法一条一項五号の請求が棄却された事例。[6]
- 2004年9月25日 - 自閉症の旅行申込者に対し、「飛行機の搭乗を拒否される場合がある」などと記した同意書にサインを求め差別的な対応を行なっていた。[7]
- 2008年8月19日 - 個人情報漏洩　旅行日程確認サービスのシステムに不具合が発生し、18万人の顧客情報、氏名や旅行の出発日などを特定の操作をすると第三者が閲覧できる状態になっていた。[8]
- 2010年12月20日 - 商標の登録取消審判事件　商標の呼称「イイリンリン、エリンリン、リンリン」は登録第4596366号商標の指定役務中「第42類 美容、理容」について、継続して3年以上国内において商標権者、専用使用者又は通常使用権者のいずれもが登録商標を使用していないため、商標法第50条の規定によりその登録を取り消された。尚、ジャルパックは答弁をしなかった。[9]
- 2015年2月18日 - 損害賠償等請求事件　モン・サン・ミッシェル島の対岸にあるホテルに宿泊するツアーにおいて宿泊2日前(出発日)に急遽キックアウト。旅行業約款に定められた義務に係る債務不履行による損害賠償等請求の一部認容。[10]
- 2021年10月10日 - 奄美群島の旅助成金不正　奄美群島の旅と称し、奄美群島各空港利用者1名につき最大15,000円の助成金を利用したツアーを販売していた。しかし、システム制御をしていなかったこと及び航空便の搭乗確認も行なっていなかったことから、一例として「奄美大島→喜界島、ホテルセレクトイン西那須野駅前、喜界島→奄美大島」といった旅程を組み、200円で宿泊ができることが可能となっていた。